# HD15357
HD15357 є хімічно пекулярною зорею спектрального класу
B9 й має видиму зоряну величину в смузі V приблизно 9,9.

## Пекулярний хімічний вміст
Зоряна атмосфера GSC3695-316 має підвищений вміст
Si
.